# Hy Lạp thời kỳ Hy Lạp hóa
Trong bối cảnh của nghệ thuật Hy Lạp cổ đại, kiến trúc, và văn hóa, Hy Lạp thời kỳ Hy Lạp hóa tương ứng với khoảng thời gian giữa cái chết của Alexandros Đại đế năm 323 TCN và sự thôn tính các vùng đất của Hy Lạp cổ đại của Rome vào năm 146 TCN.
Trong thời kỳ Hy Lạp hóa tầm quan trọng của Hy Lạp đích thực trong thế giới nói tiếng Hy Lạp giảm mạnh. Các trung tâm lớn của văn hóa Hy Lạp là Alexandria và Antioch, thủ đô của triều đại Ptolemaios ở Ai Cập và Seleukos Syria tương ứng. Các thành phố như Pergamon, Ephesus, Rhodes và Seleucia cũng quan trọng, và sự gia tăng của mức độ đô thị hóa ở Đông Địa Trung Hải là đặc trưng trong thời gian này.

## Người Macedonia thống trị

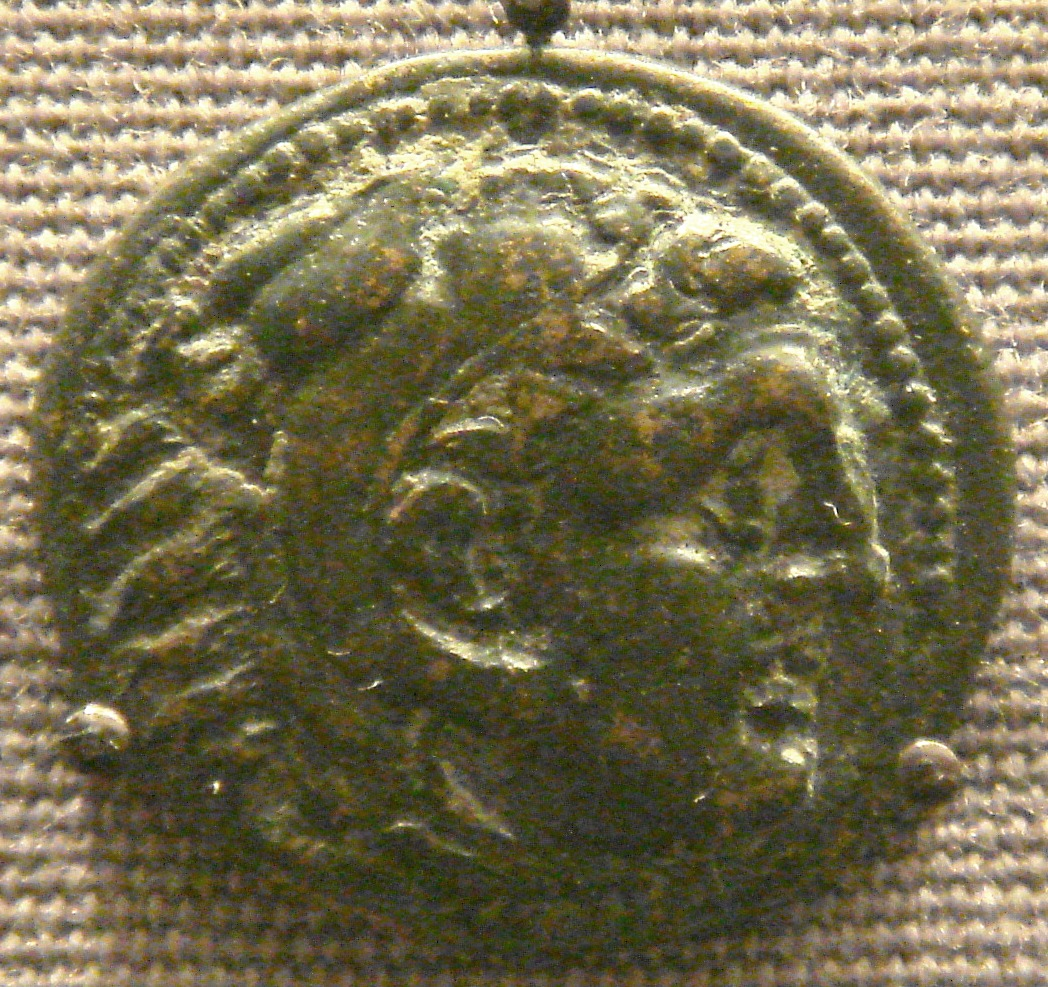
Coin depicting Cassander, First post-Argead leader of Hellenistic Greece and Founder of Thessaloniki

Những cuộc chinh phạt của Alexandros đã có một số hậu quả cho các thành bang Hy Lạp. Nó mở ra chân trời rộng mở cho người Hy Lạp, làm cho các cuộc xung đột giữa các thành phố trở nên bất tận và một làn sóng di cư ổn định, đặc biệt là giới trẻ và đầy tham vọng, tới những đế quốc Hy Lạp mới ở phía đông. Nhiều người Hy Lạp di cư đến Alexandria, Antioch và nhiều thành phố Hy Lạp khác mới được thành lập theo sự đánh dấu của Alexander, ca tới tận những gì được bây giờ là Afghanistan và Pakistan, nơi các vương quốc Hy Lạp-Bactria và Vương quốc Ấn-Hy Lạp tồn tại cho đến cuối thế kỷ 1 TCN.
Sự thất bại của các thành phố Hy Lạp trước Philippos và Alexandros cũng dạy cho người Hy Lạp một điều là các thành bang không bao giờ có thể có được chính quyền trong quyền hành của họ, và rằng quyền bá chủ của Macedonia và các quốc gia kế thừa không thể bị thử thách, trừ khi các thành bang thống nhất, hoặc ít nhất là liên minh. Người Hy Lạp đề cao giá trị độc lập địa phương của họ quá nhiều so với việc xem xét thống nhất thực tế, nhưng họ đã thực hiện nhiều nỗ lực để hình thành các liên minh thông qua đó họ có thể hy vọng sẽ tái khẳng định sự độc lập của họ.

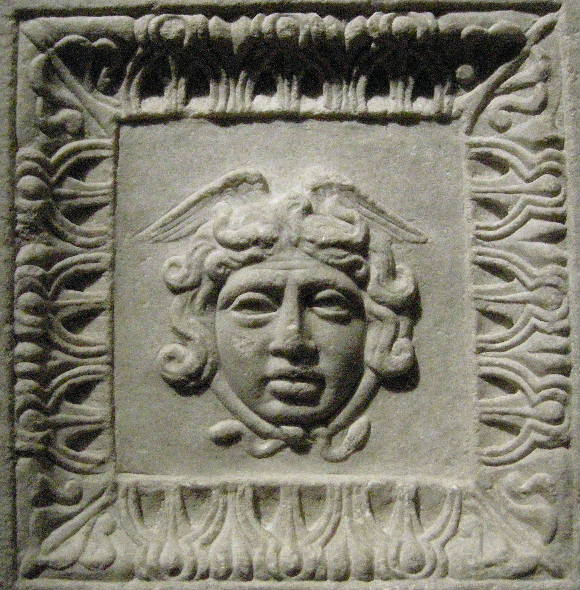
Hellenistic Greek tomb door bas relief, Leeds City Museum.

Sau cái chết của Alexandros, một cuộc đấu tranh quyền lực đã nổ ra giữa các tướng của ông, kết quả là sự tan rã của đế chế của ông và thiết lập một số vương quốc mới. Macedonia đã rơi vào tay Kassandros, con trai của vị tướng lĩnh hàng đầu của Alexandros, Antipatros, người sau nhiều năm chiến tranh đã nắm quyền làm chủ của hầu hết các phần còn lại của Hy Lạp. Ông thành lập một thủ đô mới của Macedonia tại Thessaloniki.
Quyền lực của Kassandros đã bị thách thức bởi Antigonos, người cai trị của Anatolia, người đã hứa hẹn những thành phố Hy Lạp rằng ông sẽ khôi phục lại tự do của họ nếu họ ủng hộ ông. Điều này dẫn đến cuộc nổi dậy thành công chống lại những nhà cầm quyền địa phương của Kassandros. Năm 307 trước Công nguyên, Demetrios con trai của Antigonos chiếm Athens và phục hồi hệ thống dân chủ của nó, mà đã bị đàn áp bởi Alexandros. Nhưng trong năm 301TCN, một liên minh của Kassandros và các vị vua Hy Lạp khác đã đánh bại Antigonos trong trận Ipsus, sự thách thức của ông kết thúc.
Tuy nhiên, sau cái chết của Kassandros năm 298 trước Công nguyên, Demetrius cướp được ngai vàng Macedonia và chiếm quyền kiểm soát phần lớn Hy Lạp. Ông đã bị đánh bại bởi một liên minh những vị vua Hy Lạp thứ hai trong năm 285 TCN, và quyền làm chủ của Hy Lạp được giao lại cho Lysimachos vua của Thrace. Lysimachos đã lần lượt bị đánh bại và giết chết năm 280 trước Công nguyên. Ngai vua Macedonia sau đó được truyền cho con trai của Demetrius là Antigonos II, người cũng đã đánh bại một cuộc xâm lược các vùng đất Hy Lạp của người Gauls, những người lúc này đang sống tại khu vực Balkan. Các trận chiến chống lại người Gauls đã thống nhất Triều đại Antigonos của Macedonia và vương quốc Seleukos của Antioch, thành một liên minh cùng hướng đến chống lại quyền lực Hy Lạp giàu có, nhà Ptolemaios của Ai Cập.
Antigonos II cai trị cho đến khi qua đời năm 239 trước Công nguyên, và gia đình ông vẫn giữ ngai vàng Macedonia cho đến khi nó đã bị bãi bỏ bởi những người La Mã trong năm 146 TCN. Sự kiểm soát của họ trong các thành bang Hy Lạp luôn liên tục, tuy nhiên, kể từ khi những vị vua khác, đặc biệt là Ptolemaios, trợ cấp cho phe chống Macedonia ở Hy Lạp để làm suy yếu quyền lực của triều đại Antigonos. Antigonos đặt một đội quân đồn trú tại Corinth, trung tâm chiến lược của Hy Lạp, nhưng Athens, Rhodes, Pergamum và các quốc gia Hy Lạp khác giữ lại được sự độc lập đáng kể, và thành lập Liên minh Aetolia như một phương tiện bảo vệ nó. Sparta cũng vẫn độc lập, nhưng thường từ chối tham gia bất kỳ liên minh nào.
Năm 267 TCN, Ptolemaios II thuyết phục các thành phố Hy Lạp nổi dậy chống lại Antigonos, trong những gì đã trở thành cuộc chiến tranh Chremonides. Các thành phố bị đánh bại và Athens mất sự độc lập của mình và các tổ chức dân chủ của mình. Liên minh Aetolia bị giới hạn trong bán đảo Peloponnese, nhưng được phép giành quyền kiểm soát Thebes năm 245 trước Công nguyên và đã trở thành một đồng minh của Macedonia. Điều này đánh dấu sự kết thúc vai trò chính trị của Athen, mặc dù nó vẫn là thành phố lớn nhất, giàu có và văn hóa nhất ở Hy Lạp. Năm 255 TCN Antigonos đánh bại hạm đội Ai Cập tại Cos và chiếm lấy các hòn đảo Aegean, trừ Rhodes.

## Philippos V

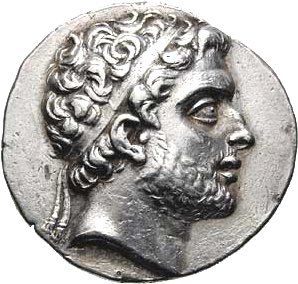
Philip V, "COn cưng của Hellas", wearing the royal diadem.

Antigonos II qua đời vào năm 239 trước Công nguyên. Cái chết của ông tạo điều kiện cho một cuộc nổi dậy của các thành bang trong Liên minh Achaea, mà lãnh đạo họ là Aratus của Sicyon. Con trai của Antigonus, Demetrios II qua đời vào năm 229 trước Công nguyên, để lại một đứa trẻ (Philip V) làm vua, với vị tướng Antigonos Doson như là nhiếp chính. Người Achaea, trên danh nghĩa của Ptolemaios, đã có nền độc lập đáng kể, và kiểm soát phần lớn miền nam Hy Lạp. Athens vẫn còn cách biệt từ cuộc xung đột này bằng sự bỏ phiếu tán thành.
Sparta vẫn thù địch với người Achaea, và trong năm 227 BC vua Sparta Cleomenes III xâm lược Achaea và chiếm quyền kiểm soát của Liên minh. Aratus cầu viện người Macedonia, và liên minh với Doson, người mà năm 222 TCN đã đánh bại người Sparta và sáp nhập thành phố của họ - lần đầu tiên Sparta bị chiếm đóng bởi một thế lực nước ngoài.
Philippos V, người lên nắm quyền khi Doson qua đời năm 221 trước Công nguyên, là người cuối cùng của Macedonia cai trị với tài năng và cả cơ hội để đoàn kết Hy Lạp và giữ gìn độc lập của mình chống lại các "đám mây trỗi dậy ở phía tây": sức mạnh ngày càng tăng của Rome. Ông được biết đến như là "con cưng của Hellas". Dưới sự bảo trợ của ông Hòa ước Naupactus (217 TCN) đã kết thúc cuộc xung đột giữa Macedonia và Hy Lạp, và vào thời gian này ông đã kiểm soát tất cả Hy Lạp ngoại trừ Athens, Rhodes và Pergamum.
Tuy nhiên, Năm 215 trước Công nguyên, Philippos thành lập một liên minh với Carthage địch thủ của Rome, điều này thu hút Rome trực tiếp can thiệp vào công việc nội bộ của Hy Lạp lần đầu tiên. Rome kịp thời lôi kéo các thành phố Achaea khỏi lòng trung thành danh nghĩa của mình với Philip, và thành lập liên minh với Rhodes và Pergamum, nay là quyền lực mạnh nhất ở Tiểu Á. Cuộc chiến tranh Macedonia lần thứ nhất nổ ra năm 212 trước Công nguyên, và kết thúc bất phân thắng bại trong năm 205 TCN, nhưng bây giờ Macedonia được coi là một kẻ thù của Rome. Rhodes đồng minh của Rome đã kiểm soát của các hòn đảo Aegean.
Năm 202 TCN Roma đánh bại Carthage, và đã rảnh tay để chuyển sự chú ý của mình về phía đông, được kêu gọi bởi các đồng minh Hy Lạp của mình, Rhodes và Pergamum. Trong năm 198TCN Chiến tranh lần Macedonia thứ hai nổ ra vì những lý do không rõ ràng, nhưng rất có thể vì Rome thấy Macedonia là một đồng minh tiềm năng của vương quốc Seleukos, sức mạnh lớn nhất ở phía đông. Philip của các đồng minh ở Hy Lạp bỏ rơi ông ta và trong năm 197 TCN ông bị đánh bại tại trận Cynoscephalae bởi tổng đốc La Mã Titus Quinctius Flamininus.
May mắn cho những người Hy Lạp, Flamininus là một người ôn hòa và là người hâm mộ văn hóa Hy Lạp. Philippos đã phải giao hạm đội của mình và trở thành một đồng minh La Mã. Ở Đại hội thể thao Isthmia năm 196 trước Công nguyên, Flamininus tuyên bố tất cả các thành phố Hy Lạp tự do, mặc dù đơn vị đồn trú La Mã đã được đặt tại Corinth và Chalcis. Nhưng sự tự do hứa hẹn bởi Roma là một ảo tưởng. Tất cả các thành phố ngoại trừ Rhodes đã được ghi danh vào một liên minh mới mà Rome cuối cùng kiểm soát, và nền dân chủ đã được thay thế bằng chế độ quý tộc đồng minh với Rome.

## Sự trỗi dậy của Rome
Năm 192 TCN chiến tranh nổ ra giữa Roma và vị vua Seleukos là Antiochus III. Antiochus xâm lược Hy Lạp với một đội quân 10.000 người, và được bầu làm tổng tư lệnh của người Aetolia. Một số thành phố Hy Lạp lúc này nghĩ Antiochus như là vị cứu tinh của họ khỏi sự cai trị của La Mã, nhưng Macedonia ở về phe Rome. Năm 191 trước Công nguyên người La Mã dưới quyền Manius Acilius Glabrio chạm trán ông tại Thermopylae và buộc ông ta phải rút về châu Á. Trong thời gian chiến tranh quân đội La Mã lần đầu tiên đặt chân lên khu vực châu Á, nơi họ đánh bại Antiochus tại Magnesia trên bờ sông Sipylum (190 TCN). Hy Lạp hiện nay nằm trên đường giao thông của Rome với phía đông, và sự xuất hiện của lính La Mã đã trở thành thường xuyên. Hòa bình ở Apamaea (188 TCN) đưa Rome trở thành thế lực thống trị trên toàn Hy Lạp.
Trong những năm sau Rome đã can thiệp sâu hơn vào chính trị Hy Lạp. Macedonia vẫn độc lập, mặc dù danh nghĩa là một đồng minh của La Mã. Khi Philippos V mất năm 179 TCN ông được kế vị bởi con trai ông Perseus, người giống như tất cả các vị vua Macedonia mơ ước thống nhất Hy Lạp dưới sự cai trị của người Macedonia. Macedonia là bây giờ quá yếu để đạt được mục tiêu này, nhưng đồng minh của Rome là Eumenes II của Pergamom thuyết phục Rome rằng Perseus là một mối đe dọa tiềm năng cho quyền lực của Rome.

## Kết thúc nền độc lập của người Hy Lạp
Kết quả câm mưu của Eumenes là Rome tuyên chiến với Macedonia năm 171 trước Công nguyên, mang 100.000 quân vào Hy Lạp. Macedonia không có đủ lưc để chống lại đội quân này, và Perseus đã không thể tập hợp các quốc gia Hy Lạp khác để trợ giúp ông. Chiến thuật nghèo nàn của những người La Mã cho phép ông cầm cự trong ba năm, nhưng trong năm 168 trước Công nguyên người La Mã phái Lucius Aemilius Paullus đến Hy Lạp, và tại Pydna người Macedonia đã hoàn toàn bị đánh bại. Perseus đã bị bắt và đưa tới Rome, vương quốc Macedonia được chia thành bốn quốc gia nhỏ hơn, và tất cả các thành phố Hy Lạp, những người trợ giúp ông ta, đều bị trừng phạt. Ngay cả các đồng minh có giá trị của Rome là Rhodes và Pergamum đều bị mất độc lập của họ.
Dưới sự lãnh đạo của một kẻ giả mạo được gọi là Andriskos, Macedonia nổi dậy chống lại sự cai trị của La Mã trong năm 149 TCN: kết quả trực tiếp là nó bị sáp nhập vào năm sau và trở thành một tỉnh La Mã, lần đầu tiên các quốc gia Hy Lạp phải chịu số phận này. Rome lúc này yêu cầu giải tán liên minh của người Achaea, thành lũy cuối cùng của những người Hy Lạp tự do. Người Achaea từ chối và, cảm thấy rằng họ cũng sẽ chết trong chiến tranh, tuyên chiến với Rome. Hầu hết các thành phố Hy Lạp hỗ trợ cho người Achaea, ngay cả những người nô lệ được giải phóng để đấu tranh cho nền độc lập Hy Lạp. Chấp chính quan La Mã Lucius Mummius tiến đến từ Macedonia và đánh bại những người Hy Lạp tại Corinth, và san bằng thành phố.
Năm 146 TCN,bán đảo Hy Lạp nằm dưới sự cai quản của người La Mã. Thuế La Mã đã được áp đặt, ngoại trừ ở Athen và Sparta, và tất cả các thành phố đã phải chấp nhận bị cai trị bởi các đồng minh địa phương của Rome. Năm 133 TCN, vua cuối cùng của Pergamum qua đời và để lại vương quốc của ông cho Rome: điều này khiến bán đảo Aegea nằm trực tiếp dưới sự cai trị của La Mã như là một phần của tỉnh châu Á.

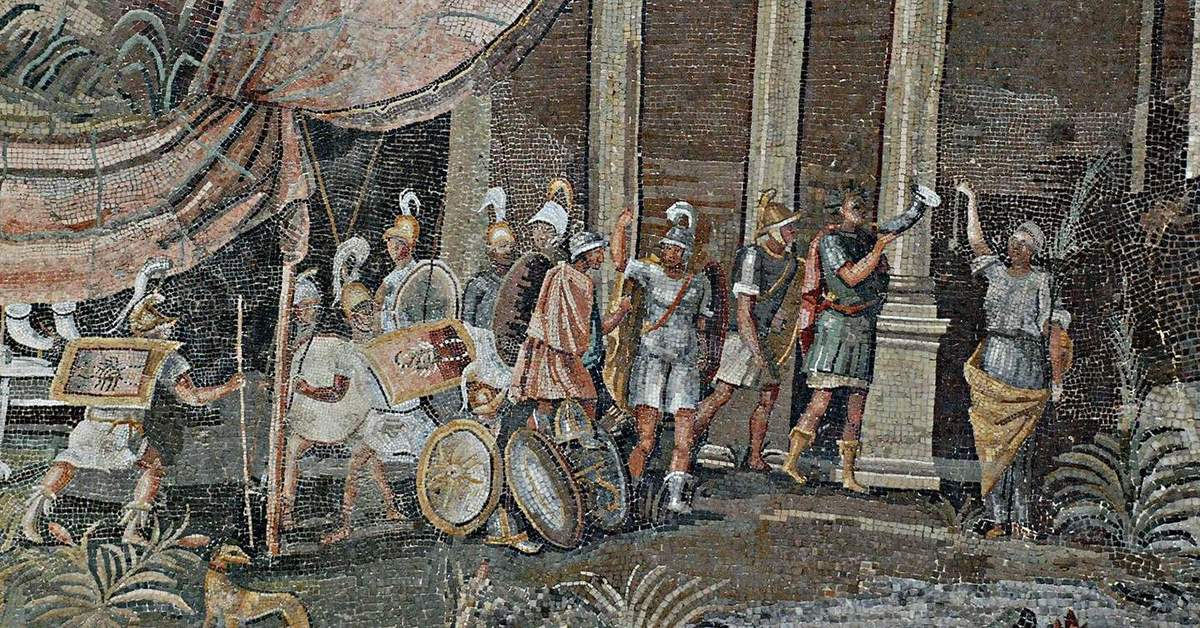
Macedo-Ptolemaic soldiers of the Ptolemaic kingdom, 100 BC, detail of the Nile mosaic of Palestrina.

Sự sụp đổ cuối cùng của Hy Lạp đến trong năm 88 TCN, khi vua Mithridates VI của Pontos nổi dậy chống lại Rome, và tàn sát lên đến 100.000 người La Mã và đồng minh La Mã trên khắp Tiểu Á. Mặc dù Mithridates không phải là người Hy Lạp, nhiều thành phố Hy Lạp, bao gồm cả Athen, đã lật đổ vị vua bù nhìn La Mã của mình và gia nhập cùng ông ta. Khi ông bị đánh đuổi khỏi Hy Lạp bởi tướng La Mã Lucius Cornelius Sulla, người La Mã tàn phá Hy Lạp một lần nữa, và các thành phố Hy Lạp không bao giờ hồi phục. Mithridates cuối cùng đã bị đánh bại bởi Gnaeus Pompeius Magnus (Pompey Vĩ đại) trong năm 65 trước Công nguyên.